# Islas del Rosario
Islas del Rosario är en ö i Colombia.   Den ligger i departementet Bolívar, i den norra delen av landet, 600 km norr om huvudstaden Bogotá. Arean är 0,20 kvadratkilometer. 